# Rudolf E. Langer
Rudolf Ernest Langer, meglio conosciuto come Rudolf E. Langer (South Boston, 8 marzo 1894 – 11 marzo 1968), è stato un matematico e statistico statunitense, conosciuto per la correzione di Langer e come presidente della Mathematical Association of America..

## Biografia
Era il fratello maggiore di William L. Langer. Rudolf E. Langer ha conseguito il dottorato di ricerca nel 1922 all'Università di Harvard come studente di George David Birkhoff. Ha insegnato matematica presso il Dartmouth College negli anni 1922-1925. Dal 1927 al 1964 è stato un professore di matematica all'Università del Wisconsin-Madison e, dal 1942 al 1952, presidente del dipartimento di matematica.
Dal 1956 al 1963 è stato direttore dell'Army Mathematics Research Center; come successore di J. Barkley Rosser.
Gli studenti di dottorato di Langer includono Homer Newell, Jr. e Henry Scheffé.

## Opere
- (EN) Developments associated with a boundary problem not linear in the parameter, in Trans. Amer. Math. Soc., vol. 25, n. 2, 1923,  pp. 155-172, DOI:10.1090/s0002-9947-1923-1501235-3, MR 1501235.
- (EN) On the momental constants of a summable function, in Trans. Amer. Math. Soc., vol. 28, n. 1, 1926,  pp. 168-182, DOI:10.1090/s0002-9947-1926-1501338-6, MR 1501338.
- (EN) On the theory of integral equations with discontinuous kernels, in Trans. Amer. Math. Soc., vol. 28, n. 4, 1926,  pp. 585-639, DOI:10.1090/s0002-9947-1926-1501367-2, MR 1501367.
- (EN) The boundary problem associated with a differential equation in which the coefficient of the parameter changes sign, in Trans. Amer. Math. Soc., vol. 31, n. 1, 1929,  pp. 1-24, DOI:10.1090/s0002-9947-1929-1501464-4, MR 1501464.
- (EN) On the zeros of exponential sums and integrals, in Bull. Amer. Math. Soc., vol. 37, n. 4, 1931,  pp. 213-239, DOI:10.1090/s0002-9904-1931-05133-8, MR 1562129.
- (EN) On the asymptotic solutions of ordinary differential equations, with an application to the Bessel functions of large order, in Trans. Amer. Math. Soc., vol. 33, n. 1, 1931,  pp. 23-64, DOI:10.1090/s0002-9947-1931-1501574-0, MR 1501574.
- (EN) On the asymptotic solutions of differential equations, with an application to the Bessel functions of large complex order, in Trans. Amer. Math. Soc., vol. 34, n. 3, 1932,  pp. 447-480, DOI:10.1090/s0002-9947-1932-1501648-5, MR 1501648.
- (EN) On an inverse problem in differential equations, in Bull. Amer. Math. Soc., vol. 39, n. 10, 1933,  pp. 814-820, DOI:10.1090/s0002-9904-1933-05752-x, MR 1562734.
- (EN) The asymptotic solutions of ordinary differential equations of the second order, with special reference to the Stokes phenomenon, in Bull. Amer. Math. Soc., vol. 40, n. 8, 1934,  pp. 545-582, DOI:10.1090/s0002-9904-1934-05913-5, MR 1562910.
- (EN) The solutions of the Mathieu equation with a complex variable and at least one parameter large, in Trans. Amer. Math. Soc., vol. 36, n. 3, 1934,  pp. 637-710, DOI:10.1090/s0002-9947-1934-1501760-2, MR 1501760.
- (EN) On the asymptotic solutions of ordinary differential equations, with reference to the Stokes' phenomenon about a singular point, in Trans. Amer. Math. Soc., vol. 37, n. 3, 1935,  pp. 397-416, DOI:10.1090/s0002-9947-1935-1501793-7, MR 1501793.
- (EN) On determination of earth conductivity from observed surface potentials, in Bull. Amer. Math. Soc., vol. 42, n. 10, 1936,  pp. 747-754, DOI:10.1090/s0002-9904-1936-06420-7, MR 1563417.
- (EN) On the connection formulas and the solutions of the wave equations, in Phys. Rev., vol. 51, n. 8, 1937,  pp. 669-676, Bibcode:1937PhRv...51..669L, DOI:10.1103/physrev.51.669.
- (EN) The asymptotic solutions of ordinary linear differential equations of the second order, with special reference to a turning point, in Trans. Amer. Math. Soc., vol. 67, 1949,  pp. 461-490, DOI:10.1090/s0002-9947-1949-0033420-2, MR 0033420.
- (EN) Differential Equations, Ordinary, in Encyclopædia Britannica, vol. 7, 1967,1968, Chicago (USA), Encyclopædia Britannica Inc.,  pp. 407-412.